# Aselsan
Aselsan (тур. Aselsan, аббревиатура: Askeri Elektronik Sanayi, Military Electronic Industries, Производство военной электроники), Aselsan A.Ş. — турецкая оборонная корпорация со штаб-квартирой в Анкаре, Турция. Её основная сфера деятельности — исследования, разработка и производство передовой военной продукции для воздушных, сухопутных и морских сил. Компания является одним из основных подрядчиков ВС Турции. Журнал Defense News поставил Aselsan на 48-е место среди крупнейших оборонных компаний по доходам. Фонд турецкой армии является учредителем и основным акционером компании.

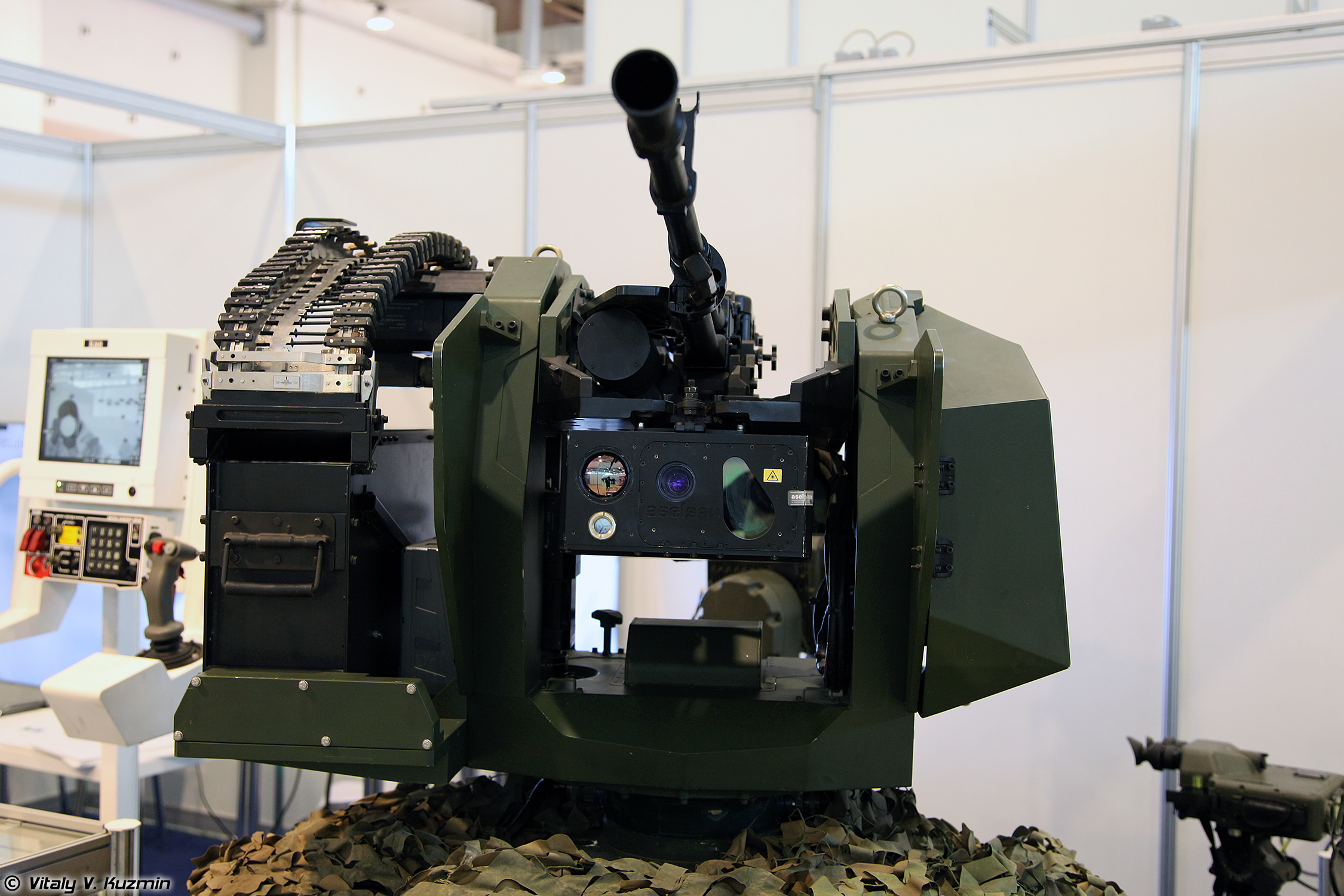
Турель с дистанционным управлением Aselsan SARP.

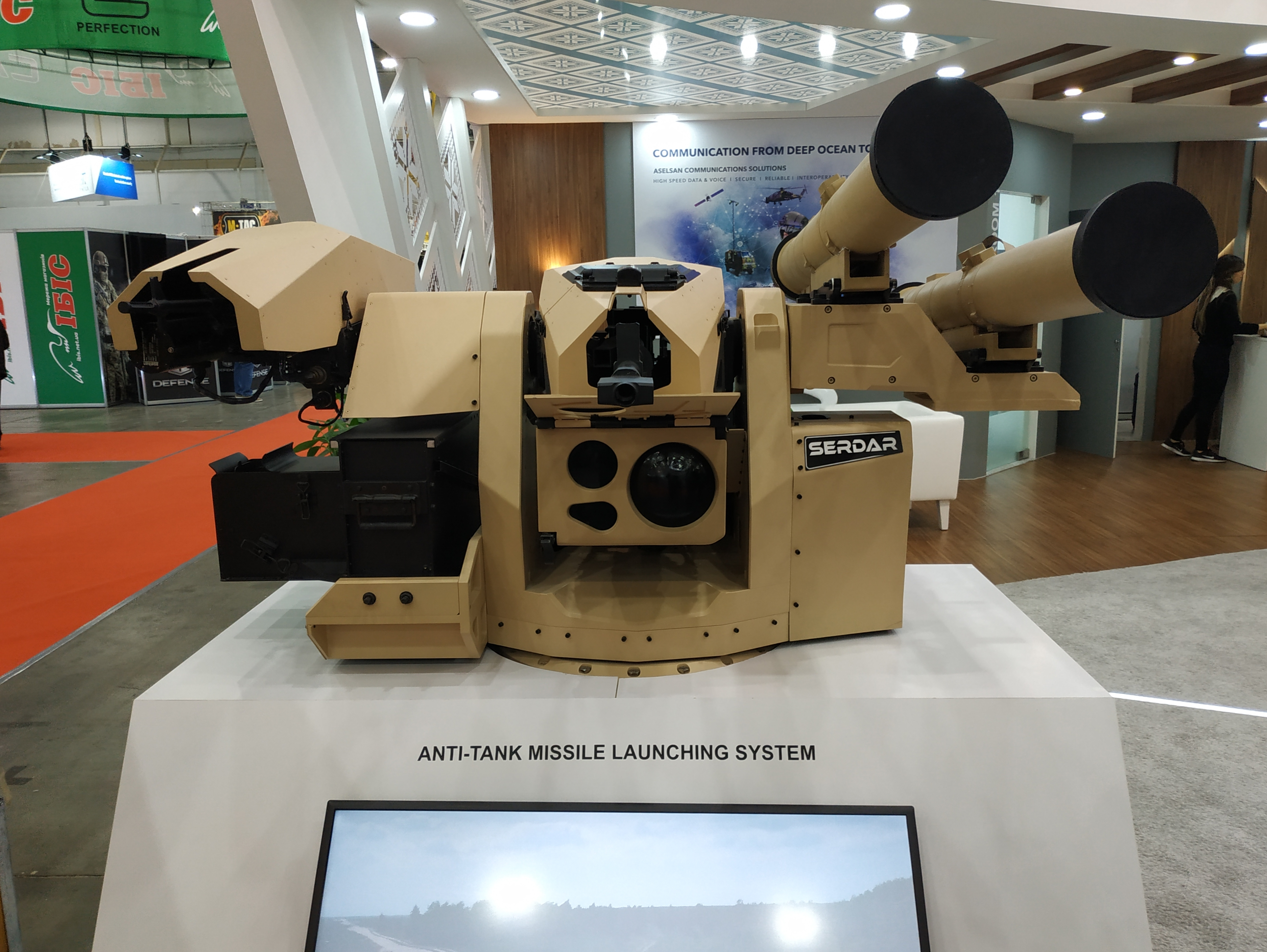
Противотанковая ракетная установка Aselsan Serdar с дистанционно управляемой турелью.

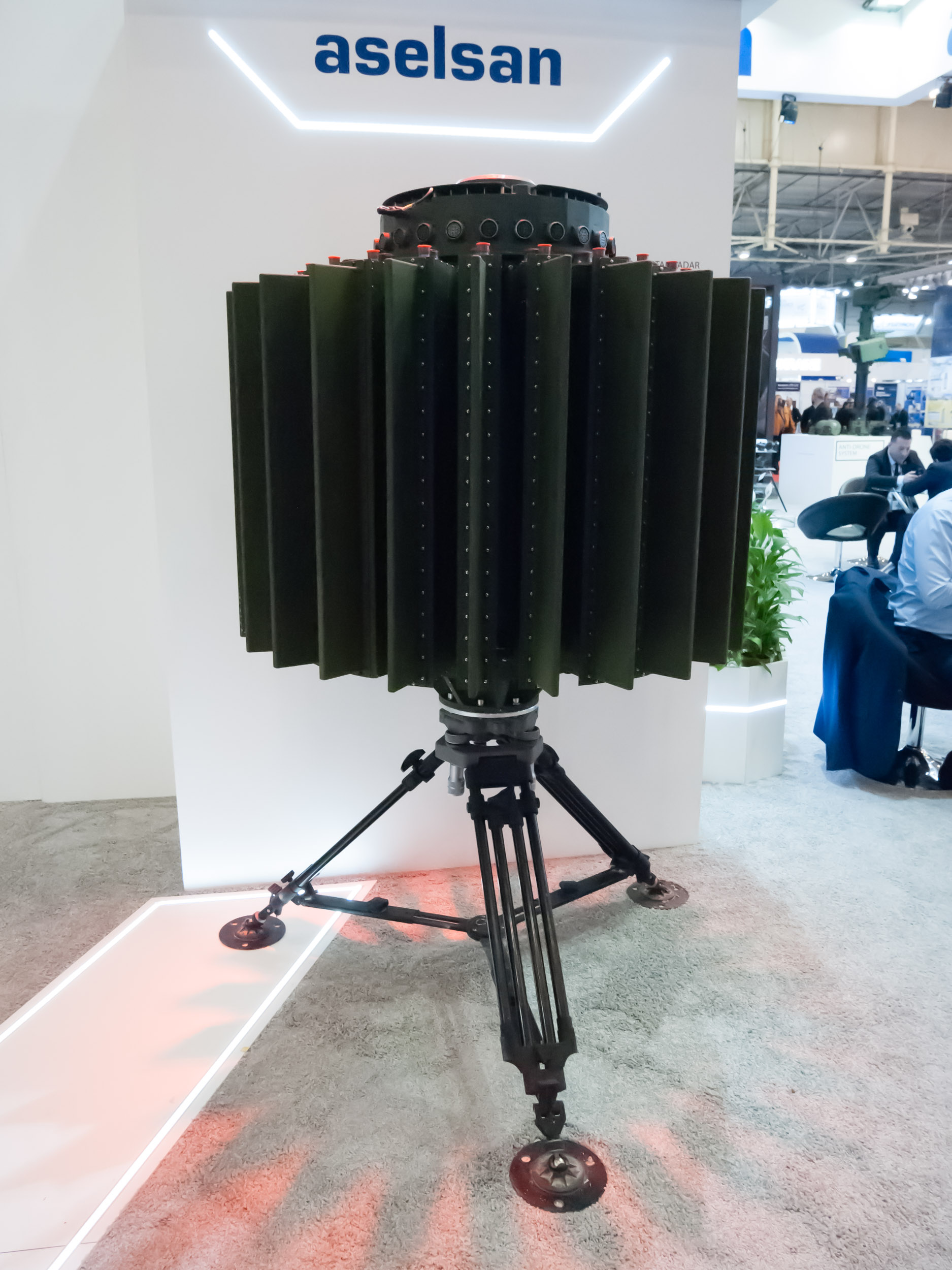
Минометная РЛС Aselsan Serhat

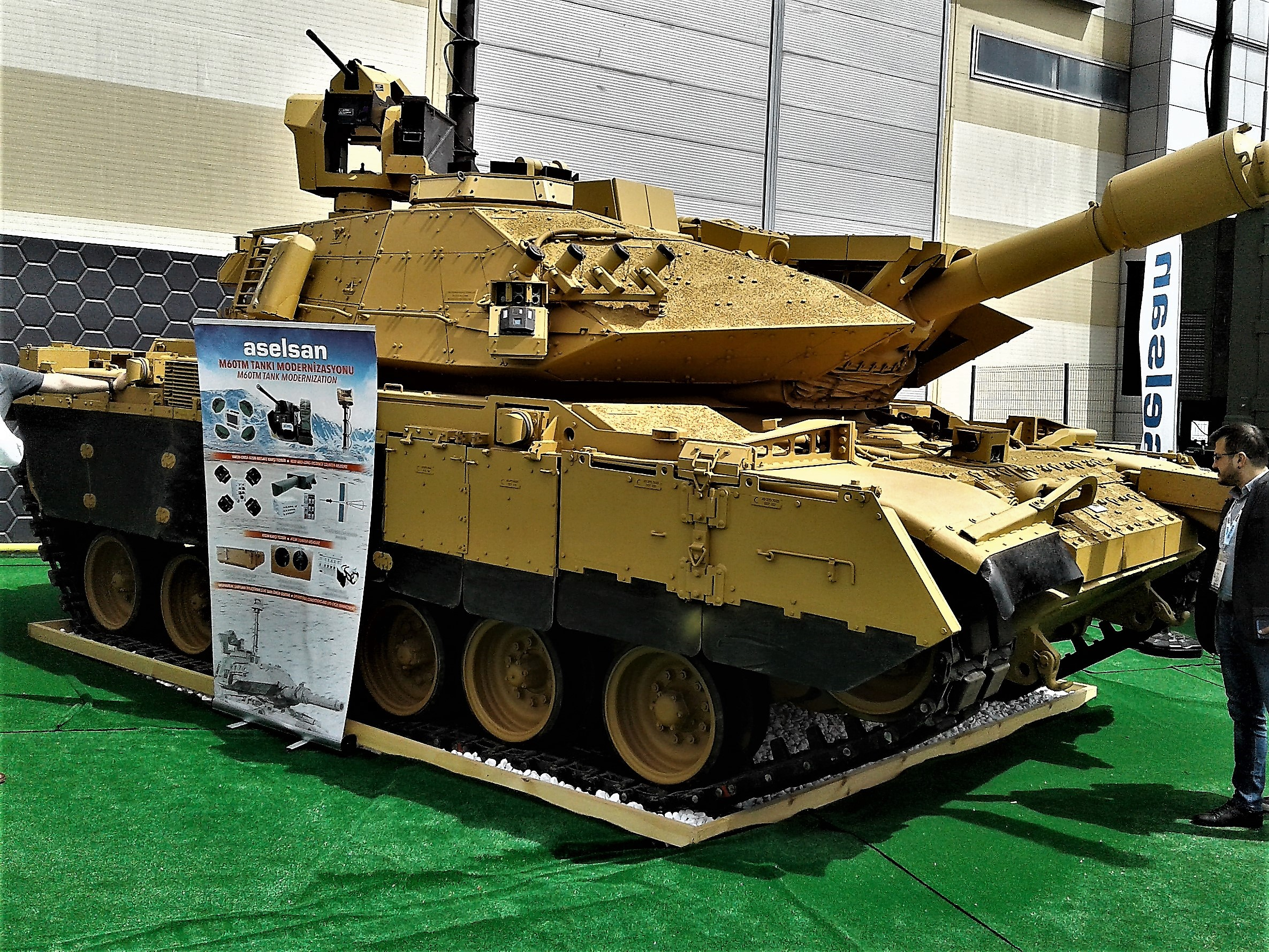
Танк М60ТМ, модернизированный Aselsan

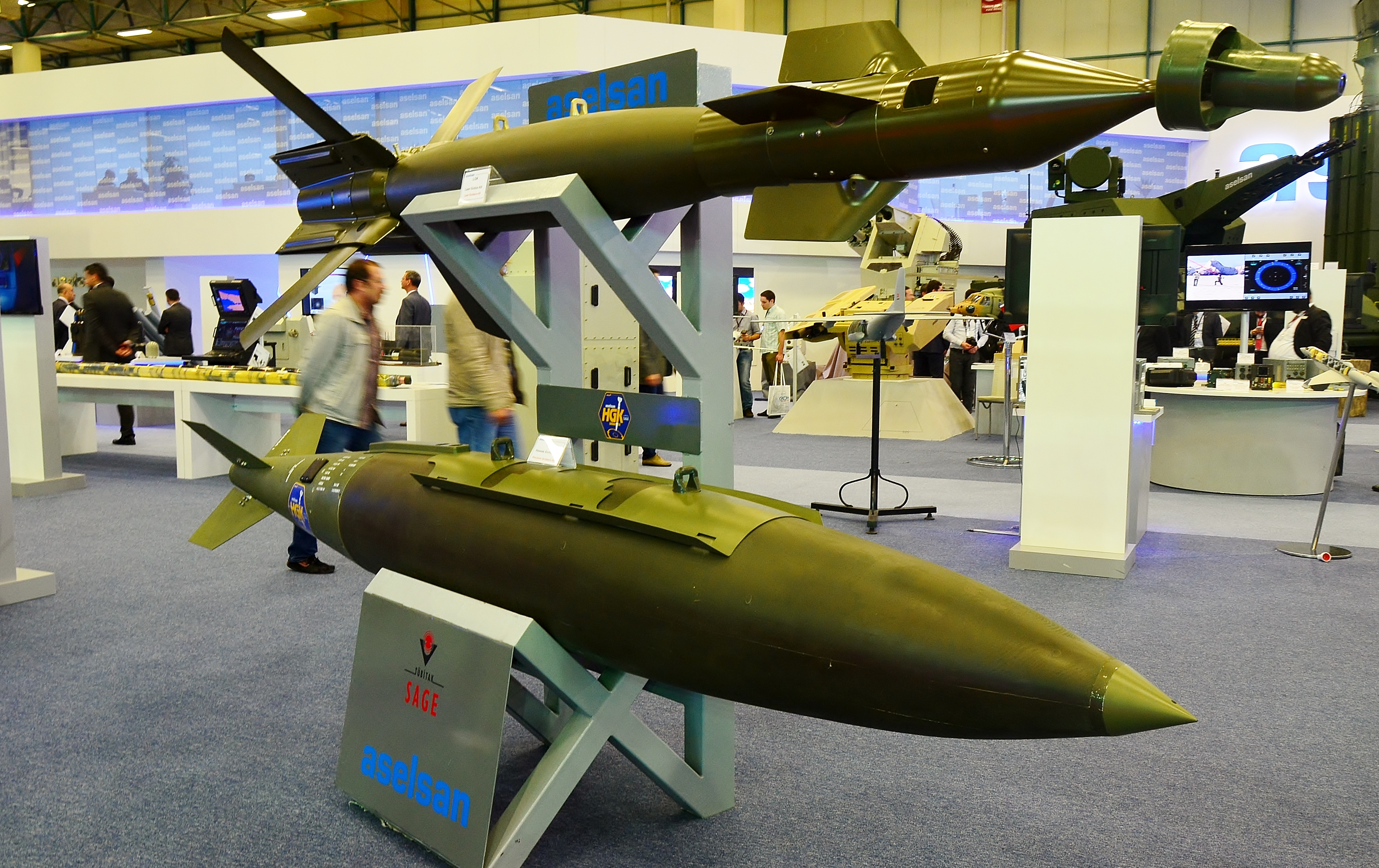
Комплект точного управления HGK от TÜBİTAK SAGE и Aselsan на выставке IDEF 2015

## История
Компания Aselsan была основана Фондом турецкой армии в 1975 году. Первым генеральным директором ASELSAN был М. Хасим Камой. 
В начале 1979 года, после первоначальных инвестиций и периода создания инфраструктуры, ASELSAN начала свое производство на предприятиях Macunköy в Анкаре.  С тех пор ASELSAN расширил свой портфель продуктов и клиентов, в основном за счет местных исследований и разработок, обученного на месте персонала и в сотрудничестве с другими турецкими исследовательскими институтами и университетами.

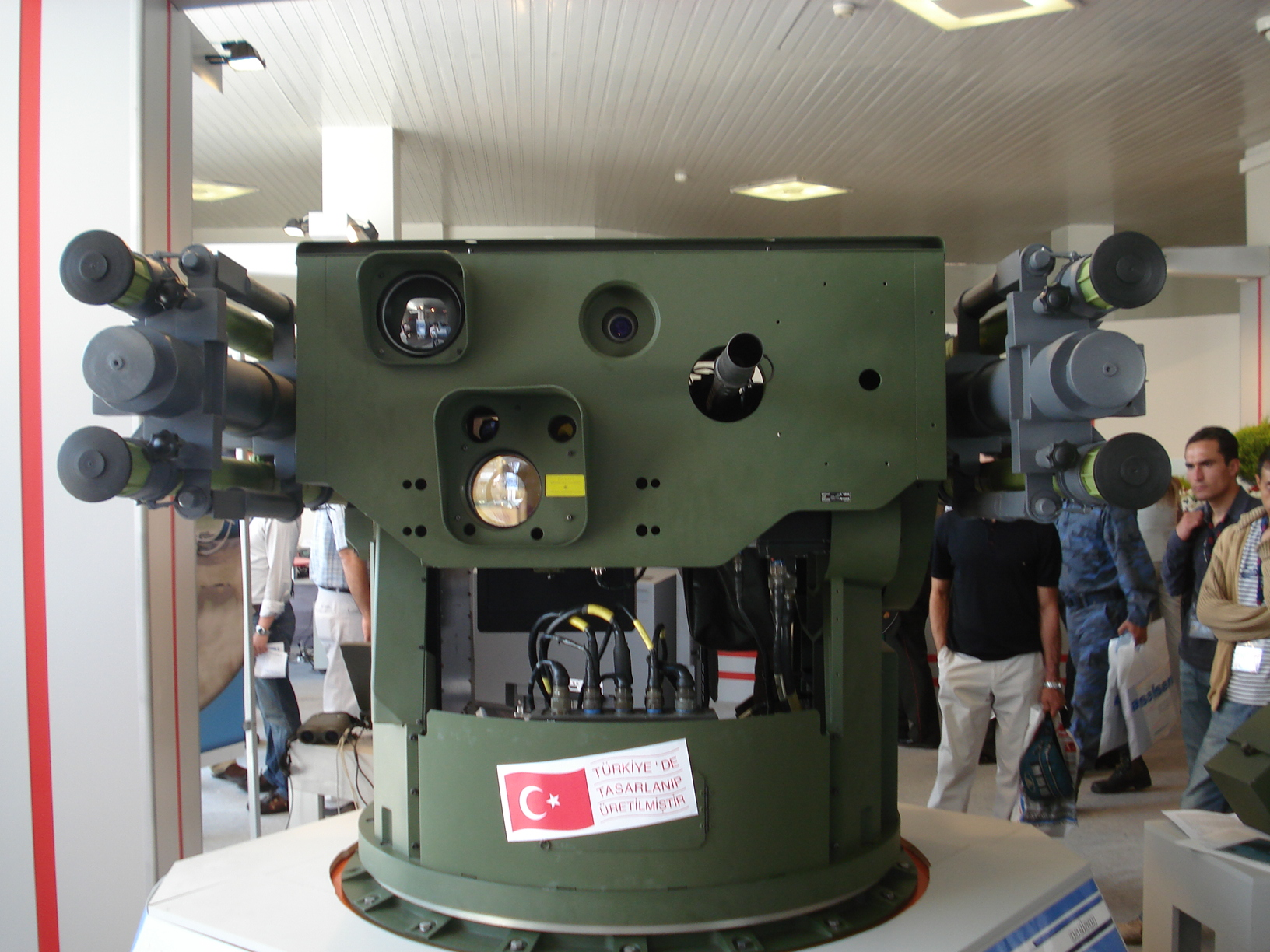
Пусковая платформа Zıpkın PMADS Stinger с 12,7-мм автоматическим пулеметом

## Организация
ASELSAN проектирует, разрабатывает и производит современные электронные системы для военных и промышленных заказчиков в Турции и за рубежом. Штаб-квартира компании находится на объектах Macunköy в Анкаре, Турция. В соответствии со сферой деятельности ASELSAN была организована в пяти секторах бизнеса: 

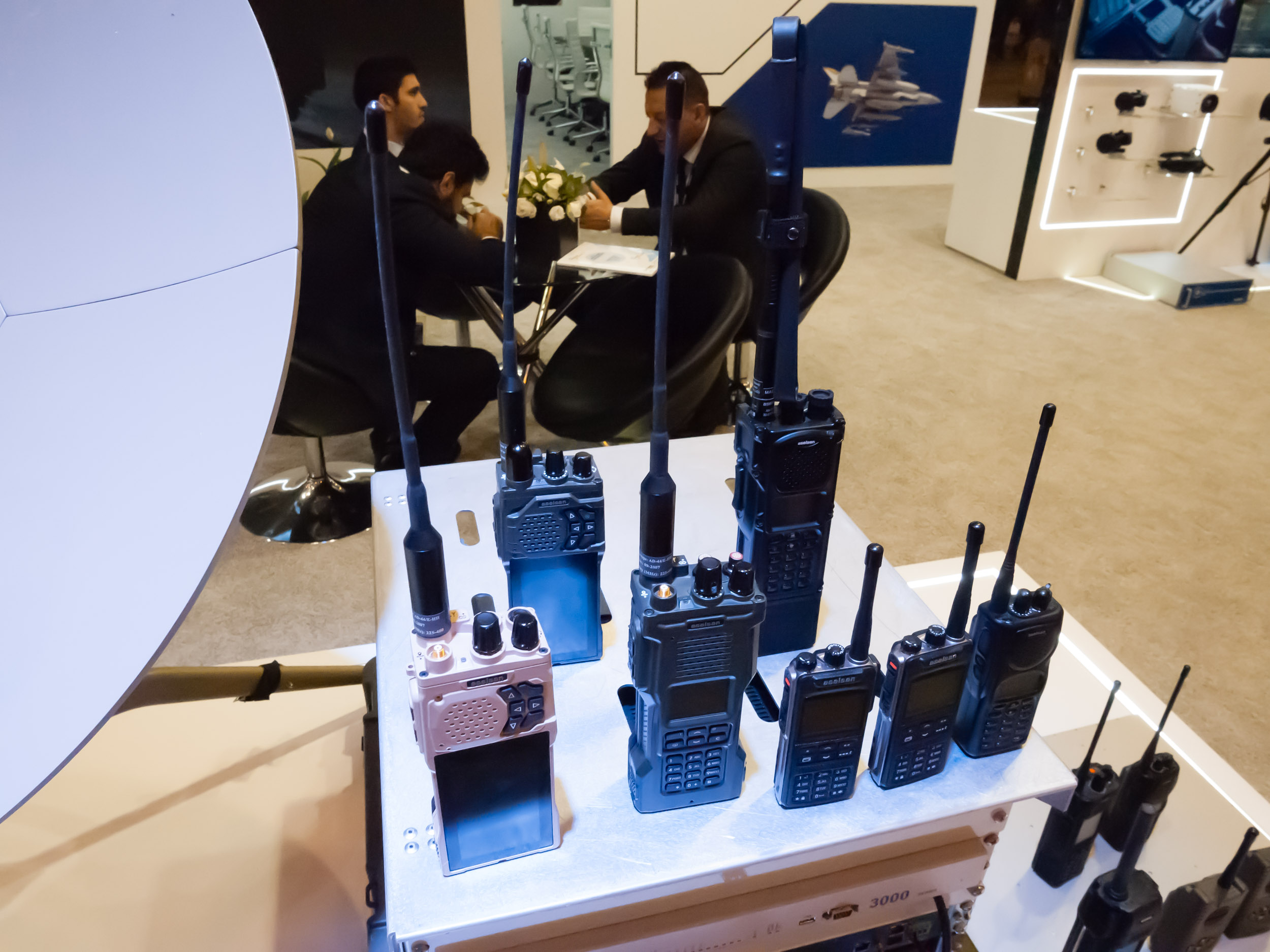
Устройства военной связи Aselsan.

## Информация
- Бизнес-сектор связи и информационных технологий (HBT),
- Бизнес-сектор микроэлектроники, наведения и электрооптики (МГЭО),
- Бизнес-сектор радиолокационных систем и систем радиоэлектронной борьбы (REHIS),
- Бизнес-сектор технологий оборонных систем (SST),
- Бизнес-сектор «Транспорт, безопасность, энергетика и системы автоматизации» (УГЭС).

Бизнес-сектор связи и информационных технологий (HBT), бизнес-сектор радиолокации и систем радиоэлектронной борьбы (REHIS), бизнес-сектор технологий оборонных систем (SST) и бизнес-сектор систем транспорта, безопасности, энергетики и автоматизации (UGES) имеют высокотехнологичную и автоматизированную инфраструктуру в области проектирования и производства на объектах Macunköy. Электронное производство включает в себя технологию поверхностного монтажа, многослойные и гибкие печатные платы, механическое производство и производство пресс-форм, системную интеграцию и испытательные поля. В то время как основной спектр продуктов бизнес-сектора связи и информационных технологий охватывает военные и профессиональные системы связи, основная деятельность бизнес-сектора радаров и систем радиоэлектронной борьбы сосредоточена на радарах, радиоэлектронной борьбе и технологиях оборонных систем. Основные операции бизнес-сектора сосредоточены на системах управления. Бизнес-сектор «Микроэлектроника, наведение и электрооптика» производит гибридные микроэлектронные схемы, приборы ночного видения, тепловизионные камеры, лазерные целеуказатели и инерциальные навигационные системы на предприятиях Акюрта.
Во всех секторах бизнеса применяются методологии, соответствующие военным стандартам и ISO 9001, с использованием технологий автоматизированного проектирования (CAD), автоматизированного проектирования (CAE) и автоматизированного производства (CAM).
ASELSAN является членом TÜMAKÜDER и IPC.

## Подразделения

### Центр технологий радиолокации и радиоэлектронной борьбы
ASELSAN открыла свой новый объект (тур. ASELSAN Radar ve Elektronik Harp Teknoloji Merkezi) в районе Гёльбаши в Анкаре 16 марта 2015 г.  Построенный за три года завод стоимостью 157 миллионов долларов США служит для производства радаров и оборудования для радиоэлектронной борьбы, необходимого вооруженным силам Турции (армия, флот, военно-воздушные силы), космическим и беспилотным платформам. Объект имеет площадь 75 000 м2 и занимает территорию 35 га. Всего в центре работает 776 инженеров, 261 человек технического персонала и более 200 человек вспомогательного персонала. 
Технологический центр служит для проектирования, исследований и разработок, производства, испытаний и логистической поддержки в основном радаров дальнего действия ПВО и радаров истребителей, а также различных радаров и систем радиоэлектронной борьбы, а также антенн, микроволновых силовых модулей и программного обеспечения.

### Международная экспансия
ASELSAN имеет ассоциированные компании в Азербайджане, Казахстане, Саудовской Аравии и Объединенных Арабских Эмиратах. Кроме того, в октябре 2015 года компания объявила, что планирует расширить свой бизнес в Южной Африке, «путем поиска партнеров для создания частной компании из местного филиала ASELSAN South Africa» 

#### Асельсан Баку
Aselsan Baku была основана 11 февраля 1998 года компанией Aselsan в Азербайджане. В настоящее время компания производит гражданские и военные портативные радиостанции в Азербайджане. Уставной капитал компании в размере 500 тыс. $ полностью внесён Aselsan. Компания работает в сфере продаж, технического обслуживания, ремонта и производства. Это первый филиал, созданной Aselsan за рубежом. 
Комплект лазерного наведения производства Aselsan в 2018 году был интегрирован в боеприпас, разработанный Азербайджаном. 

#### Асельсан Украина
Аселсан Украина была основана 1 сентября 2020 года компанией Aselsan в Украине. 

#### Асельсан Ближний Восток
Aselsan Middle East была основана 19 июля 2012 года компанией Aselsan в Иордании.  

## Самоубийства и неожиданные смерти
В период с 2006 по 2009 год произошло четыре подозрительных случая смерти молодых инженеров, которые работали в Aselsan над высокостратегическими проектами шифрования и дешифрования. Первоначально случаи были объявлены самоубийствами. Три из четырех дел были возобновлены в 2011 году для расследования возможной связи с «Эргенеконом».
7 августа 2006 года Хусейн Башбилен, 31-летний инженер-механик, десять лет проработавший в Aselsan инженером-технологом, был найден мертвым в своей машине в Пурсакларе, Анкара. Его левое запястье и горло были перерезаны, голова находилась под бардачком со стороны пассажира, а ноги — на водительском сиденье.  В 2009 году суд постановил, что это было самоубийство. В 2011 году дело было возобновлено в рамках расследования «Эргенекон».
16 января 2007 года 30-летний Халим Юнсем Юнал был найден мертвым, застреленным из пистолета, в своей машине в Гёльбаши, Анкара. Инженер-электрик с дипломом METU три года работал в ASELSAN. 
26 января 2007 года другой инженер-электрик, Эврим Янчекен, 26 лет, упал с балкона своей квартиры на шестом этаже в Батыкенте, Анкара. В записке, которую он оставил, он взял на себя ответственность за свою смерть. 
Дела были закрыты как самоубийства практически без расследования.  
7 октября 2007 года Бурханеддин Волкан скончался от огнестрельного ранения в комнате дежурного Военно-оркестрового училища, где он работал. После окончания Университета Хаджеттепе в 2005 году он два года работал в авиационном центре управления и контроля Aselsan инженером-программистом. После того, как трое его коллег покончили жизнь самоубийством, у него возникли психологические проблемы, и он вернулся к своей семье. 
25 января 2012 года Хакан Оксюз погиб в автокатастрофе, врезавшись в шлагбаум на крупном перекрестке южной кольцевой дороги Анкары. Он работал инженером на предприятии Aselsan в Акюрте, Анкара. 
15 января 2015 года 28-летний Эрдем Угур был найден мертвым, отравленным сжиженным газом, в своем доме в Чанкая, Анкара. Он лежал постели, в рот кму был вставлен шланг от газового баллона, который он заказал два дня назад. На входной двери квартиры висела надпись «Осторожно! Газ!». Он был выпускником Университета Докуз Эйлюл в Измире и работал экспертом по магнитному полю в Aselsan с 14 февраля 2014 года.  
После попытки государственного переворота в Турции в 2016 году правительство Турции заявило, что ответственность за гибель людей несет движение Гюлена.  

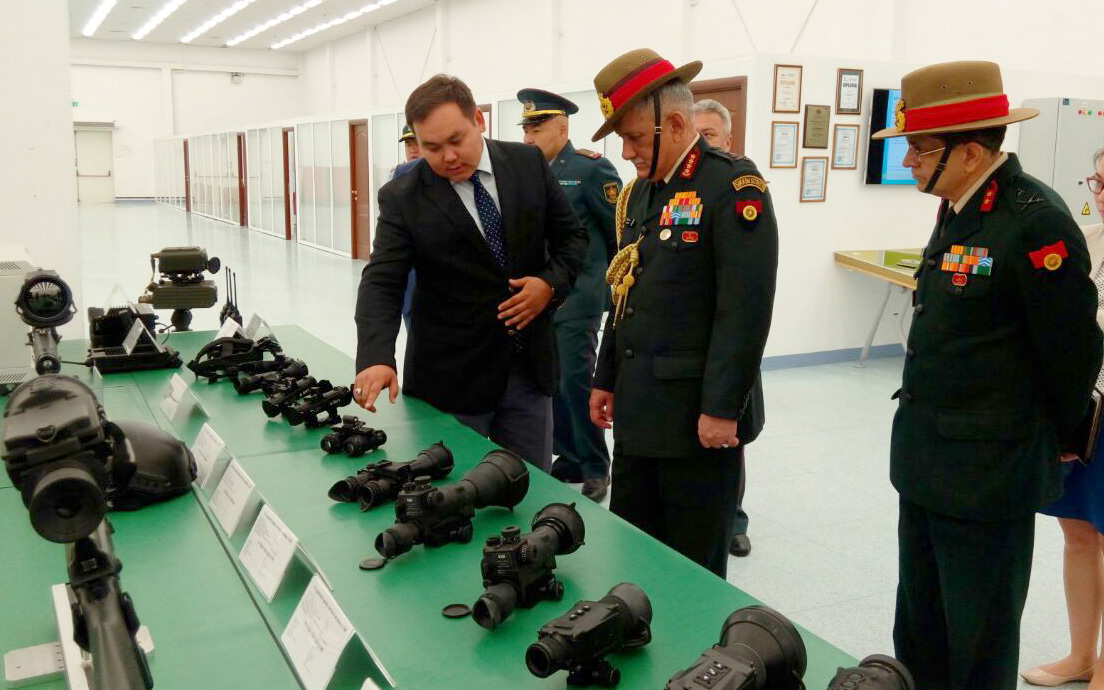
Инженерно-оборонная производственная база Aselsan в Казахстане.

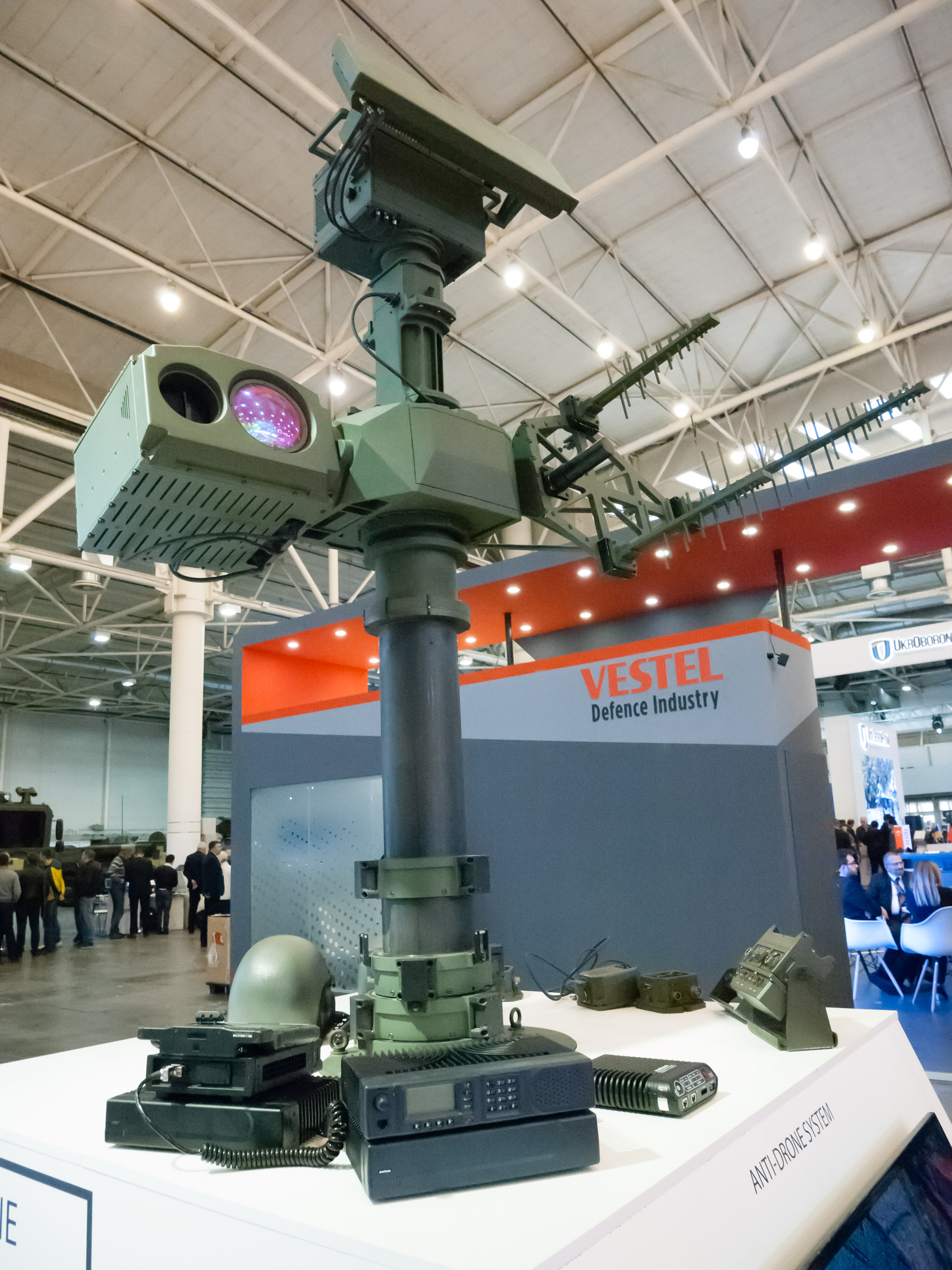
Система защиты от дронов Aselsan

## Продукты
Aselsan присутствует во многих областях, особенно в поставках продукции для оборонной промышленности и научно-исследовательских и опытно-конструкторских работах.
- Необитаемый подводный аппарат ALBATROS-T[26]
- Необитаемый подводный аппарат ALBATROS K[27]
- Проект десантного корабля (LST)[28]
- Миниатюрный беспилотный вертолёт ARI 1-T[29] .
- Военное устройство маршрутизации и коммутации AYAC[30]
- Системы биометрической проверки целостности и контроля доступа (BKDGKS)[31][32][33].
- Сравнение коммуникационных решений
- Системы ДРЛО
- Полевая телефония[34]
- Периферийные устройства и аксессуары фиксированной центральной радиостанции[35]
- ЗАК GOKDENIZ
- Семейство тактических широкополосных ETHERNET-радиостанций GRC-5220
- ЗРК Хисар
- Интегрированные морские системы связи
- IP-система дистанционного управления
- Радар ПВО KALKAN
- Семейство беспилотных наземных транспортных средств KAPLAN[36]
- 35 мм зенитная самоходная установка KORKUT
- Система радиоэлектронной борьбы KORAL
- Беспилотный надводный корабль LEVENT[37]
- Суда материально-технического обеспечения (LDG)
- Проект закупки боевой системы MİLGEM
- Миниатюрный БПЛА MIUS/MUAS[38]
- Военные модемы G.SHDSL
- Мобильное приемо-передающее и ретрансляционное радиооборудование MATE
- Система управления минометным огнем
- Многоцелевой десантный корабль (LHD)
- Мобильная башня управления воздушным движением
- Тактическая система управления огнем
- Периферийные устройства и аксессуары для портативных радиостанций
- Система передачи боеприпасов (MTS) POYRAZ[39][40]
- Программно определяемые портативные радиостанции PRC V / UHF
- Боевые модули с дистанционным управлением, включая Aselsan SMASH, Aselsan STOP, Aselsan STAMP, Aselsan STAMP-2, Aselsan STAMP-G
- Аксессуары для стационарных и мобильных ретрансляторов
- SAPAN Programmable Active/Reactive Electronic Mixing Systemi[41]
- Миниатюрный БПЛА Serçe[42]
- Система тактической полевой связи TASMUS[43]
- Система научной миссии сейсморазведочного корабля ТУРКУАЗ.
- Периферийные устройства и аксессуары для автомобильных радиостанций
- Автомобильная система дистанционного управления VRC-9661
- Беспилотный наземный транспортёр UKAP[44][45][46]
- Комплект шлемов ZAMBAK
- ZARGANA — система противоторпедной защиты подводных лодок

## РЛС
Поисковая РЛС с АФАР CENK 400-N (S-диапазон, дальность 400 км)
Многофункциональная РЛС с АФАР CENK 350-N компании ASELSAN (X-диапазон, дальность 250 км, четыре стационарных РЛС)
Поисковая РЛС CENK 200-N (X-диапазон, дальность 100 км, для управления вертолетами)
РЛС управления огнем AKREP 300-N

## Технологии систем противовоздушной и противоракетной обороны
GÖKDENİZ 100/35, 100/35/StA Система ПВО ближнего действия . GÖKDENİZ YHSS может эффективно защищать корабли от таких угроз, как вертолеты, самолеты, беспилотные летательные аппараты и надводные транспортные средства, а также противокорабельные ракеты.
GÜRZ 150 Многоцелевая точечная система противовоздушной и противоракетной обороны. Многоцелевая точечная система ПВО и ПРО GÜRZ 150 — это полностью автономная система ПВО и ПРО, способная выделять соответствующее оружие для борьбы с воздушными угрозами на очень малых высотах в широком спектре целей с помощью своего уникального алгоритма управления огнем.
KORKUT 110/35S 35-мм многоцелевая система вооружения. KORKUT 110/35S — это 35-мм одноствольная система вооружения, разработанная для удовлетворения современных потребностей в противовоздушной и наземной обороне на малых высотах для развёртывания на стационарных объектах и в приграничных районах. Она обладает высокой эффективностью против воздушных целей на малых высотах (малых БПЛА, вертолётов) и наземных целей, используя 35-мм боеприпасы воздушного подрыва (ATOM) в качестве средства повышения боеспособности.
SİPER 1, SİPER 2 Региональная система противовоздушной и противоракетной обороны дальнего радиуса действия. 
- Дальняя противовоздушная оборона стратегических объектов от атак противника
- Интеграция управления высшего командования с несколькими тактическими каналами передачи данных
- Перевозки по суше, воздуху, морю и железной дороге
- Возможности ближнего и дальнего развертывания
- Многократное поражение и последовательная стрельба'
- Распределенная архитектура[50]

ŞAHİN 130/40GL 40-мм система физического уничтожения.
- Удаленная команда
- Автоматическое обнаружение и отслеживание целей
- Точная стабилизация
- Алгоритмы управления огнем
- Использование 40-мм высокоскоростных боеприпасов для умного гранатомета[51]

KORKUT 130/35 Устройство управления огнем (УОГ), модернизированная буксируемая пушка (БУП). Система управления огнем KORKUT 130/35 Team обеспечивает управление огнем ствольных зенитных и ракетных систем. Гибридная и многоуровневая структура системы позволяет эффективно противостоять широкому спектру современных воздушных угроз.
HİSAR O 100  СРЕДНЕВЫСОТНАЯ СИСТЕМА ПРО ВОЗДУШНОЙ И ПРОТИВОАКТИВНОЙ ОБОРОНЫ.Средневысотная система противовоздушной и противоракетной обороны HİSAR O 100 выполняет функции обнаружения, классификации, идентификации, сопровождения целей, управления командами и управления огнем в распределенной и гибкой архитектуре.
GÖKSUR 100-N Точечная система противовоздушной обороны.ÖKSUR 100-N — это точечная система ПВО, разработанная компанией ASELSAN для самообороны надводных платформ, обеспечивающая высокую эффективность против сложных целей, таких как противокорабельные и крылатые ракеты ближнего действия.
KORKUT 150/35 Ствольная маловысотная система ПВО.Система KORKUT 150/35 — это система противовоздушной обороны, разработанная для эффективной противовоздушной обороны мобильных подразделений и механизированных частей. Система KORKUT 150/35 будет действовать группами, состоящими из трёх боевых машин (WSV) и одной машины командования и управления (CVC).

## Внешние ссылки
- На Викискладе есть медиафайлы по теме Aselsan
- aselsan.com.tr/en-us/Pages/default.aspx — официальный сайт Aselsan
- ASELSAN Middle East Archived 2017-02-12 at the Wayback Machine